# Vida mirall
La vida del mirall (també anomenada vida d'imatge mirall ) és una forma hipotètica de vida amb blocs moleculars reflectits pel mirall. La possibilitat de la vida mirall va ser discutida per primera vegada per Louis Pasteur. Tot i que aquesta forma de vida alternativa no s'ha descobert a la natura, els esforços per construir una versió d'imatge mirall de la maquinària molecular de la biologia ja estan en marxa. Alguns científics han proposat prohibir la creació de vida mirall, inclosos els bacteris mirall, a causa del seu potencial per escapar de les defenses immunitàries i envair ecosistemes naturals.

Quiralitat d'aminoàcids amb mans de Una molècula "quiral" és aquella que no es pot superposar amb la seva imatge mirall. Com les mans esquerra i dreta que tenen el polze, els dits en el mateix ordre, però són imatges miralls i no iguals, les molècules quirals tenen les mateixes coses unides en el mateix ordre, però són imatges miralls i no les mateixes. Tot i que la majoria dels aminoàcids poden existir tant en formes d'esquerra com de dreta, la vida a la Terra està feta d'aminoàcids d'esquerra, gairebé exclusivament. Ningú sap per què és així. Tanmateix, els Drs. John Cronin i Sandra Pizzarello han demostrat que alguns dels aminoàcids que cauen a la terra des de l'espai són més a l'esquerra que a la dreta. Així, el fet que estem fets d'aminoàcids L pot ser degut als aminoàcids de l'espai. Per què els aminoàcids a l'espai afavoreixen L? Ningú ho sap realment, però se sap que la radiació també pot existir en formes d'esquerra i dreta. Per tant, hi ha una teoria anomenada hipòtesi de Bonner, que proposa que la radiació esquerra a l'espai (d'una estrella de neutrons en rotació, per exemple) podria conduir a aminoàcids esquerrans a l'espai, cosa que explicaria els aminoàcids esquerrans dels meteorits. Això encara és especulatiu, però el nostre article ho fa molt més plausible. De fet, aquestes observacions van ser una de les principals raons per les quals vam continuar aquesta investigació. Tot i que hi havia teories sobre com es podrien formar els aminoàcids a l'espai del gel, fins ara ningú havia demostrat que fos viable fer aminoàcids d'aquesta manera.

## Homoquiralitat
Moltes de les molècules essencials per a la vida a la Terra poden existir en dues formes d'imatge mirall, anomenades "esquerrana" i "dretana", on la mà es refereix a la direcció en què la llum polaritzada es desvia quan es transmet a través d'una solució pura de molècula, però els organismes vius no utilitzen tots dos. Les proteïnes es componen exclusivament d'aminoàcids esquerrans. L'ARN i l'ADN només contenen sucres de dretes. Aquest fenomen es coneix com a homoquiralitat. No se sap si l'homoquiralitat va sorgir abans o després de la vida, si els blocs de construcció de la vida han de tenir aquesta quiralitat particular o, de fet, si la vida ha de ser homoquiral. Les cadenes de proteïnes construïdes a partir d'aminoàcids de quiralitat mixta solen no plegar-se ni funcionar com a catalitzadors, però s'han construït proteïnes d'imatge mirall que funcionen igual però en substrats de mà oposada.

## El concepte
Hipotèticament, hauria de ser possible recrear tot un ecosistema de baix a dalt, en forma de mirall.
Els avenços en biologia sintètica, com la síntesi de virus des del 2002, els bacteris parcialment sintètics el 2010 o els ribosomes sintètics el 2013, poden donar lloc a la possibilitat de sintetitzar completament una cèl·lula viva a partir de molècules petites, on podríem utilitzar versions d'imatge mirall (enantiòmers) de molècules bàsiques de la vida, en lloc de les estàndards. Algunes proteïnes s'han sintetitzat en versions d'imatge mirall, inclosa la polimerasa el 2016.
La reconstrucció de formes de vida regulars en forma d'imatge mirall, utilitzant la reflexió d'imatge mirall (quiral) dels seus components cel·lulars, es podria aconseguir substituint aminoàcids esquerrans per dretans, per tal de crear reflexos miralls de totes les proteïnes regulars. De manera anàloga, es podrien crear sucres reflectits, ADN, etc., sobre els quals funcionarien perfectament els enzims reflectits. Finalment, podria haver-hi un reflex mirall que funcioni normalment d'un organisme natural: un organisme homòleg quiral.
La força electromagnètica (química) no canvia sota aquesta transformació de reflexió molecular (simetria P). Hi ha una petita alteració de les interaccions febles sota la reflexió, que pot produir correccions molt petites, però aquestes correccions són molts ordres de magnitud inferiors al soroll tèrmic, gairebé segur que massa petites per alterar qualsevol bioquímica. Tanmateix, també hi ha teories que les interaccions febles poden tenir un efecte més gran sobre els àcids nucleics o les cadenes proteiques més llargues, donant lloc a una conversió molt menys eficient dels ribozims o enzims mirall que els ribozims o enzims normals.
Els animals mirall haurien d'alimentar-se d'aliments reflectits, produïts per plantes reflectides. Els virus mirall no podrien atacar les cèl·lules naturals, de la mateixa manera que els virus naturals no serien capaços d'atacar les cèl·lules mirall.
La vida del mirall presenta perills potencials. Per exemple, una versió de mirall quiral de cianobacteris, que només necessita nutrients aquirals i llum per a la fotosíntesi, podria fer-se càrrec de l'ecosistema de la Terra a causa de la manca d'enemics naturals, pertorbant la part inferior de la cadena alimentària produint versions mirall dels sucres necessaris. Alguns bacteris poden digerir L-glucosa; excepcions com aquesta donarien a algunes formes de vida rares un avantatge inesperat.

## Aplicacions directes
L'aplicació directa d'organismes mirall-quirals pot ser la producció massiva d'enantiòmers (imatge mirall) de molècules produïdes per la vida normal.
- Medicaments enantiopurs: alguns productes farmacèutics han conegut una activitat diferent segons la forma enantiomèrica,
- Aptàmers (aptàmers d'àcid L-ribonucleic): "Això fa que la bioquímica d'imatge mirall sigui un negoci potencialment lucratiu. Una empresa que ho espera és Noxxon Pharma a Berlín. Utilitza una laboriosa síntesi química per fer formes d'imatge mirall de cadenes curtes d'ADN o ARN. anomenats aptàmers, que s'uneixen a dianes terapèutiques com les proteïnes del cos per bloquejar la seva activitat. L'empresa té diversos candidats a aptàmers mirall en els assajos humans per a malalties, inclòs el càncer, la idea és que la seva eficàcia es podria millorar perquè els enzims del cos no els degraden., director científic de Noxxon Pharma".[13]
- L-Glucosa, enantiòmer de la glucosa estàndard, per la qual les proves van demostrar que li agrada el sucre estàndard, però no es metabolitza de la mateixa manera. Tanmateix, mai es va comercialitzar a causa dels excessius costos de fabricació. Investigacions més recents permeten una producció barata amb alts rendiments, però els autors afirmen que no es pot utilitzar com a edulcorant a causa dels efectes laxants.[14]